# One Piece: Grand Battle!
One Piece: Grand Battle! (ONE PIECE グランドバトル!?, Wan Pīsu: Gurando Batoru!), è un videogioco picchiaduro pubblicato da Bandai e sviluppato da Ganbarion, per PlayStation, basato sul manga e anime One Piece. Questo è stato il primo videogioco di One Piece uscito anche fuori dal Giappone.

## Trama
La trama del videogioco è antecedente all'arco narrativo di Little Garden.

## Modalità di gioco
Il gameplay è quello di un picchiaduro. Nel gioco è possibile utilizzare anche diversi oggetti per colpire l'avversario o riacquistare energia. Ogni personaggio ha tre mosse speciali. Il gioco presenta dei personaggi 3D super deformed che combattono su uno scenario 2D.

## Personaggi
- Monkey D. Rufy
- Roronoa Zoro
- Nami
- Usop
- Sanji
- Bagy - Kabaji, Moji come supporto
- Albida
- Arlong - Hatchan, Kuroobi, Pciù come supporto
- Kuro - Jango, Buchi e Sham come supporto
- Creek - Gin come supporto
- Smoker
- Tashigi
- Drakul Mihawk
- Shanks - Yasop, Benn Beckman, Lucky Lou come supporto
- Miss Wednesday
- Pandaman

## Accoglienza
Al momento dell'uscita, i quattro recensori della rivista Famitsū hanno dato un punteggio di 23/40.